# On n'a pas l'habitude
Pour plus de détails, voir Fiche technique et Distribution.
On n'a pas l'habitude (Unaccustomed As We Are) est une comédie sortie en 1929. Il s'agit du premier film parlant de Laurel et Hardy.

## Synopsis
Laurel et Hardy qui ne se sont pas revus depuis cinq ans arrivent chez Oliver bien décidé à inviter son ami à manger.

Ils croisent sur le palier de son appartement la très ravissante Mrs Kennedy, sa voisine. Mais parvenus chez lui, les choses ne se passent pas comme prévu : l'invitation de leur ami qui se voulait être une surprise est le prétexte à une nouvelle dispute et Mrs Hardy quitte le domicile conjugal en claquant la porte.

Restés seuls, nos deux compères tentent avec leur maladresse habituelle de se faire à manger et le ramdam qui s'ensuit a tôt fait d'attirer l'attention de Mrs Kennedy. Serviable, elle propose alors ses services pour les aider à préparer le dîner. Malencontreusement sa robe prend feu et, charitables, Laurel et Hardy la lui retirent !

Mrs Kennedy se retrouve en petite tenue et c'est le moment que choisissent Mrs Hardy repentante et Mr Kennedy (à la ville, policier à l'allure peu commode) pour rentrer chez eux...

## Fiche technique
- Titre original : Unaccustomed As We Are
- Titre français : On n'a pas l’habitude, édité par Universal sous le titre Une nuit extravagante
- Réalisation : Lewis R. Foster[2]
- Scénario : Leo McCarey (histoire) et H. M. Walker (dialogues)
- Photographie : George Stevens, Len Powers, John MacBurnie et Jack Roach
- Montage : Richard C. Currier
- Producteur : Hal Roach
- Société de production : Hal Roach Studios
- Société de distribution : Metro-Goldwyn-Mayer
- Pays de production :  États-Unis
- Langue : anglais
- Format : Noir et blanc - 35 mm - 1,37:1
- Genre : comédie
- Longueur : deux bobines
- Date de sortie : États-Unis : 4 mai 1929

## Distribution
Source principale de la distribution :
- Stan Laurel : Stan
- Oliver Hardy : Ollie
- Edgar Kennedy : Mr Kennedy
- Mae Busch : Mme Hardy
- Thelma Todd : Mme Kennedy

## Autour du film
On n'a pas l’habitude (Unaccustomed As We Are) est le premier film parlant de Laurel et Hardy. Son titre vient de la formule : « unaccustomed as we are to public speaking » (on n’a pas l’habitude de parler en public) couramment employée avant de prononcer un discours et elle montre combien les dialogues et le son ont retenu l'attention des auteurs.
Le son est mis à contribution pour illustrer la dispute entre les époux Hardy par la cacophonie des acteurs parlant en même temps et ne s'écoutant pas l'un l'autre. Mrs Hardy emporte « la première manche » avec un tonitruant : « tais-toi ! ». Mais Oliver n'est pas en reste : il se retourne et met en marche le phonographe. C'est l'occasion d'un gag qui n'est possible qu'en version sonore. Mrs Hardy continue seule sa diatribe à peine audible sur fond de musique dont imperceptiblement les trois personnages se mettent à suivre le rythme. Laurel, qui se sent de trop et ne voudrait pas être mêlé à ces histoires, sautille et danse sur place. Hardy, qui attend que l'orage passe, joue avec ses doigts sur la manche de son veston. À son insu, Mrs Hardy est aussi gagnée par le rythme et ses gesticulations désordonnées se mettent au diapason de la musique et la voilà devenue chef d'orchestre improvisé. Lorsqu'elle s'en rend compte, elle arrête le phono et de colère brise le disque.
C'est aussi l'occasion d'entendre pour la première fois : « Why don't you do something to help me! » dans la bouche de Ollie et le gémissement si caractéristique de Stan pris en faute. Le scénario de On n'a pas l’habitude sera repris quelque dix ans plus tard dans le long métrage Têtes de pioche (Block-Heads).
Ce court métrage est proposé en bonus dans le DVD : Têtes de pioche diffusé par Universal en 2006 avec quatre autres courts métrages. Par erreur le diffuseur l'a retitré : Une nuit extravagante, qui est également un Laurel et Hardy mais qui n'a rien à voir avec le présent film.